# Řád za zásluhy (Portugalsko)
Řád za zásluhy (portugalsky: Ordem do Mérito) je portugalský čestný řád, který je udílen za občanské zásluhy či za příkladnou službu ve veřejné či soukromé funkci, která vyžadovala od vyznamenaného sebeobětování ve prospěch komunity. Je udílen prezidentem Portugalské republiky, který ex officio zastává funkci velmistra řádu. Řád již byl udělen řadě osob působících v rozličných funkcích, například velvyslancům, podnikatelům, vojenským činitelům, sportovcům či umělcům.

## Historie
V dubnu 1927 byl založen řád Ordem da Instrução e da Benemerência. Úlohou tohoto dnes již zaniklého řádu bylo vyznamenat osoby či instituce významně se podílející na rozvoji dalšího vzdělávání v zemi. V roce 1929 došlo k rozdělení řádu na řád Ordem de Benemerência, který byl v roce 1976 přejmenován na Řád za zásluhy (portugalsky Ordem do Mérito) a Řád veřejného vzdělávání (portugalsky Ordem da Instrução Pública), který je udílen pouze za činy související se sociální a veřejnou pomocí a dobročinností.
Mezi lety 1927 až 2014 řád obdrželo více než 7 800 osob. Z toho bylo 4 427 portugalských státních příslušníků.

## Pravidla udílení
Řád je udílen prezidentem Portugalské republiky, který je i velmistrem řádu, za občanské zásluhy či za příkladnou službu ve veřejné či soukromé funkci, která vyžadovala od vyznamenaného sebeobětování ve prospěch komunity. Může být udělen jak za života oceněné osoby tak in memoriam a to jak občanům Portugalska tak cizím státním příslušníkům. Může být udělen i veřejně spravovaným místům či institucím nebo institucím veřejně prospěšným.

## Kancléřství rady Řádu za zásluhy
V roce 2016 byla kancléřkou Rady Řádu za zásluhy jmenována bývalá rektorka Univerzity v Aveiru Maria Helena Vaz de Carvalho Nazaré. Ta v této funkci nahradila Valenta de Oliveira, který tuto funkci zastával od roku 2013, kdy nahradil Antónia Pinta de França zastávajícího tuto funkci od roku 2006. Maria Helena Nazaré byla do funkce znovujmenována v roce 2021.

## Insignie
Řádový odznak má tvar modře smaltovaného maltézského kříže s pozlaceným okrajem. Nad křížem se nachází pozlacený vavřínový věnec. Uprostřed kříže je smaltovaný modro-bílý kulatý medailon po obvodu také pozlacený. Vnější bílá část medailonu nese nápis zlatým písmem BEM MERECER. Uprostřed modré vnitřní části medailonu je zlatá pěticípá hvězda. Na zadní straně medaile je portugalský státní znak, který obklopuje modrá smaltovaná obruč s nápisem REPÚBLICA PORTUGUESA. Řádovými barvami jsou žlutá a černá.
Ke třem nejvyšším třídám náleží také řádová plaketa. Vyrobena je ze stříbra, které je v případě třídy velkokříže a velkodůstojníka pozlacené. Tato insignie je jednostranná a odvozena od řádového odznaku. V případě plakety se však pozlacený vavřínový věnec nenachází nad křížem, ale obklopuje středový medailon.
Stuhu z hedvábného moaré tvoří tři stejně široké pruhy v barvě černé, žluté a černé.

## Třídy
Řád má pět řádných tříd a navíc jednu čestnou třídu:
- velkokříž (Grã-Cruz, GCM) – Velký řádový kříž se nosí na černé šerpě se žlutým středním pruhem (všechny tři pruhy o stejné šířce), jenž spadá z pravého ramene na levý bok. Kromě řádového odznaku k této třídě náleží i plaketa. Počet držitelů velkokříže je omezen na 60.
- velkodůstojník (Grande-Oficial, GOM) – Řádový odznak se nosí na černé stuze se žlutým středním pruhem (všechny tři pruhy o stejné šíři). V případě pánů se nosí na stuze uvázané těsně kolem krku, v případě dam na stuze uvázané do mašle. Kromě řádového odznaku k této třídě náleží i plaketa. Počet velkodůstojníků je omezen na 200.
- komtur (Comendador/Comendadeira, ComM) – Řádový odznak se nosí na černé stuze se žlutým středním pruhem (všechny tři pruhy o stejné šíři). V případě pánů se nosí na stuze uvázané těsně kolem krku, v případě dam na stuze uvázané do mašle. Kromě řádového odznaku k této třídě náleží i plaketa. Počet komturů je omezen na 600.
- důstojník (Oficial, OM) – Řádový odznak se nosí na stuze s rozetou a sponou na levé straně hrudi. U žen je stuha uvázána do mašle. Barva stuhy i růžice odpovídá řádovým barvám. Řádová plaketa této třídě již nenáleží. Počet důstojníků je omezen na 900.
- medaile (Medalha, MedM) – Řádový odznak se nosí na stuze bez rozety na levé straně hrudi.
- čestný člen (Membro Honorário, MHM) – Tato třída se využívá, pokud oceněným není člověk, ale instituce.

velkokříž
velkodůstojník
komtur
důstojník
medaile

## Fotogalerie

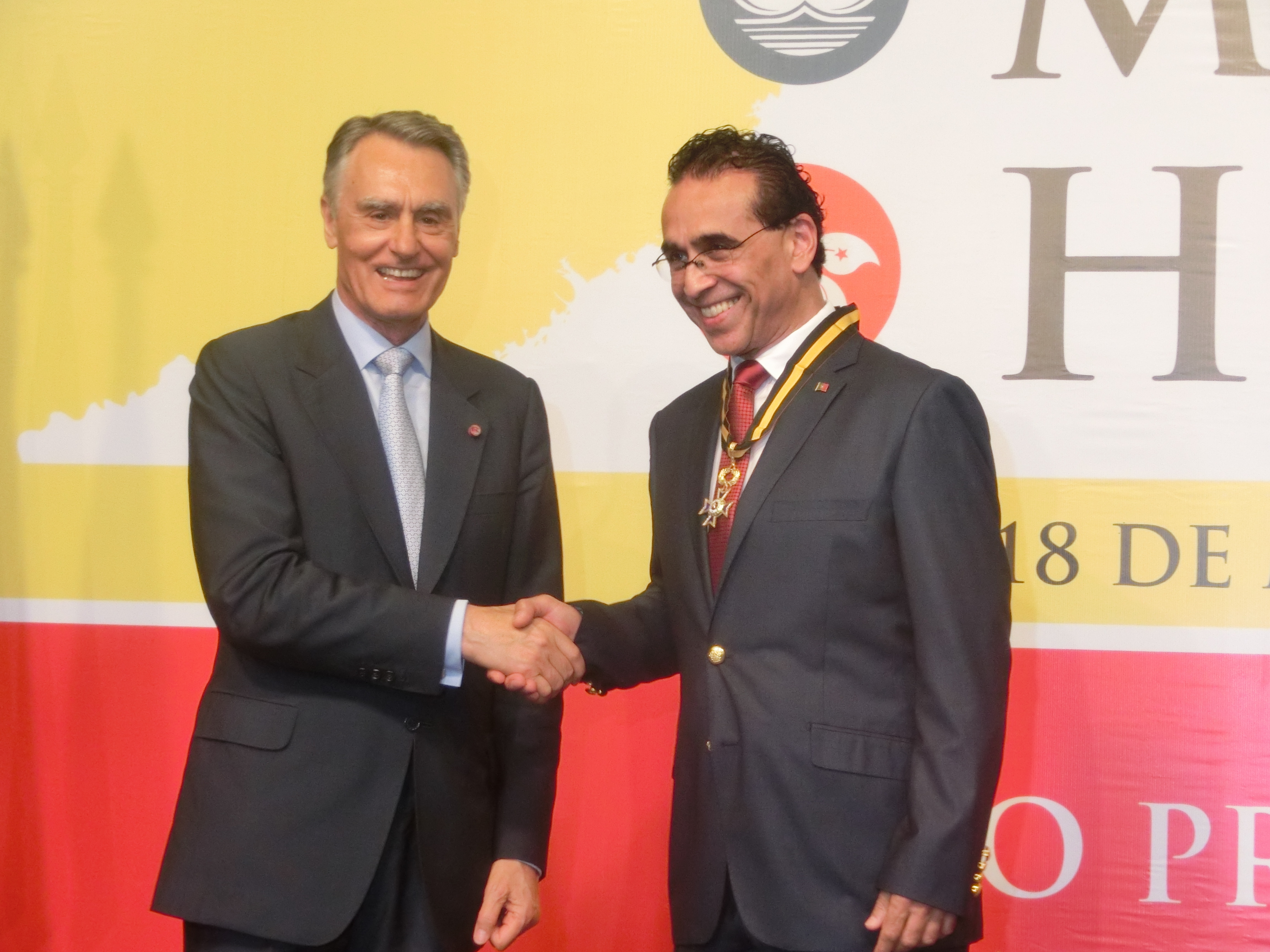
Portugalský prezident Aníbal Cavaco Silva a Jose Pereira Coutinho s Řádem za zásluhy
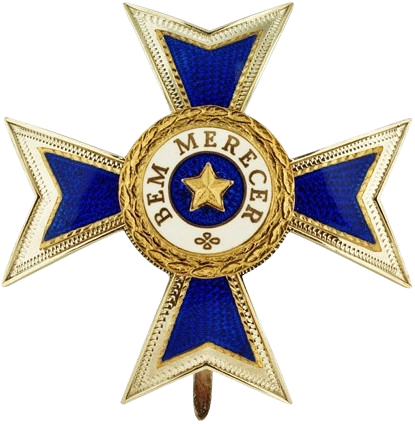
Řádová plaketa ve třídě komtura
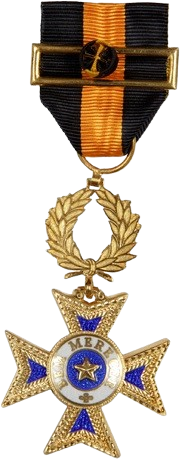
Řádová insignie ve třídě důstojníka, pánská verze